# Bruchophagus mellipes
Bruchophagus mellipes is een vliesvleugelig insect uit de familie Eurytomidae. De wetenschappelijke naam is voor het eerst geldig gepubliceerd in 1919 door Gahan.